# Reichswerke Hermann Göring

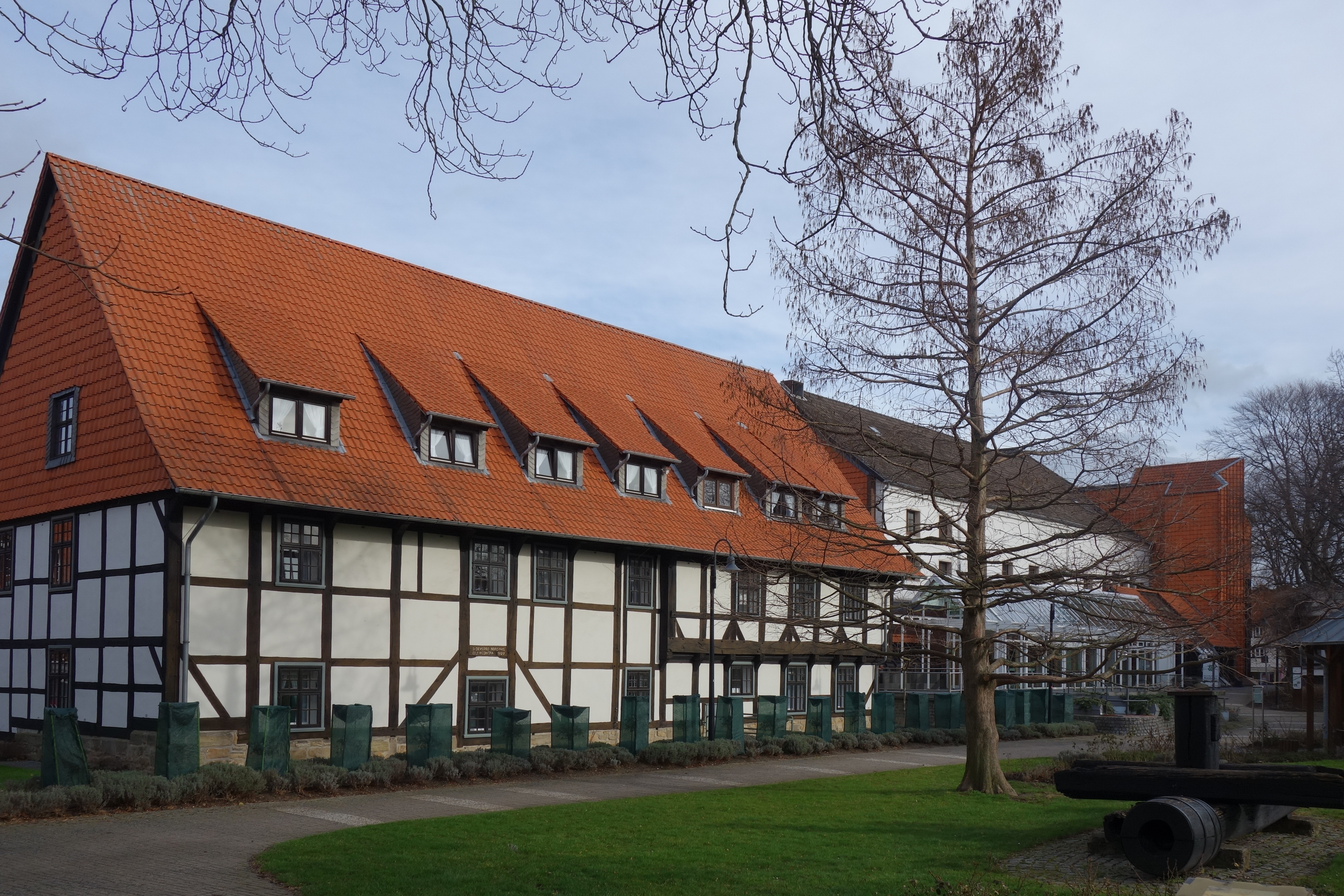
Achterzijde Hotel Ratskeller, SZ-Bad (2016)

De Reichswerke Hermann Göring (officieel: Bezeichnung Reichswerke AG für Erzbergbau und Eisenhütten „Hermann Göring“) behoorde samen met IG Farben en de Vereinigte Stahlwerke tot de grootste concerns van nazi-Duitsland.

## Staalfabrieken, wapenproductie te Salzgitter
Op 15 juli 1937 werd in Hotel Ratskeller te Salzgitter de oprichtingsakte gepasseerd van de, statutair te Berlijn, maar vanaf 1941 te Salzgitter-Drütte gevestigde Reichswerke Hermann Göring, vaak ook wel genoemd: Hermann-Goering-Werke, waarvan de staat Nazi-Duitsland aanvankelijk 90% van de aandelen bezat en waarvan de hooggeplaatste nazi Hermann Goering president-directeur was. 
Van 1942 tot 1945 was te Salzgitter-Drütte bij de staalfabrieken een Außenlager van concentratiekamp Neuengamme gevestigd. Voor de  Hermann-Goering-Werke produceerde men er onderdelen van allerlei oorlogstuig, zoals granaathulzen. In het kamp, het grootste buitenkamp van Neuengamme, hebben enige tijd lang meer dan 3000 dwangarbeiders tegelijk moeten werken.
Direct na de Tweede Wereldoorlog werden de hoogovens en andere installaties van de Hermann-Goering-Werke (intussen verdoopt in Salzgitter AG) voor 75% gedemonteerd, in het kader van de afspraken tussen de Geallieerden tijdens de Conferentie van Potsdam om de Duitse bewapeningsindustrie te elimineren; in 1951 werd de demontage, waartegen in 1950 veel protest van werkloos geworden Duitse arbeiders was geweest, gestaakt.
Het industrie- en ijzerertsmijnbouwcomplex van de Salzgitter AG werd vanaf 1951 in vernieuwde vorm heropgebouwd. Het logo, dat in de kop van dit artikel is afgebeeld, wordt nog steeds door een dochteronderneming van Salzgitter AG gebruikt.